# I Solisti Veneti
I Solisti Veneti (italienisch für: „Die venetischen Solisten“) sind ein italienisches Kammerorchester.

## Geschichte
Das Orchester wurde 1959 von dem Dirigenten Claudio Scimone in Padua gegründet. Es zählt zu den bekanntesten Orchestern Italiens und hat Tourneen in über 60 Länder unternommen (Europa, Nord- und Südamerika, Japan, Australien) sowie auf zahlreichen internationalen Musikfestivals gastiert (so von 1965 bis 1998 jährlich bei den Salzburger Festspielen). Zu den Sängern und Instrumentalisten, die mit I Solisti Veneti aufgetreten sind, gehören Plácido Domingo, Marilyn Horne, Chris Merritt, Ruggero Raimondi, Katia Ricciarelli, Lucia Valentini Terrani, Salvatore Accardo, Paul Badura-Skoda, Maurice Bourgue, Stanislav Bunin, James Galway, Kenneth Gilbert, Jewgeni Kissin, Nikita Magaloff, Jean-Pierre Rampal, Swjatoslaw Richter, Mstislaw Rostropowitsch und Uto Ughi.
2018 starb Claudio Scimone, sein Nachfolger als Dirigent des Kammerorchesters wurde 2019 Giuliano Carella.

## Repertoire
I Solisti Veneti beschäftigen sich bevorzugt mit der Musik Antonio Vivaldis und seiner Zeitgenossen (Albinoni, Geminiani, Marcello, Tartini u. a.), aber auch mit Werken des 19. und 20. Jahrhunderts. Das Orchester hat über 300 Schallplatten und CDs aufgenommen, darunter Ersteinspielungen von Vivaldis Orlando furioso und Catone in Utica, Albinonis Il nascimento dell’Aurora sowie Rossinis Zelmira und Armida. Mehrere Aufnahmen wurden mit Preisen ausgezeichnet (u. a. Grand Prix du Disque, Grammy Award, Diapason d’or).